# Katedralen i Hvar
Sankt Stefans katedral är en kulturminnesskyddad romersk-katolsk katedral i staden Hvar, på ön med samma namn, i Kroatien. Den uppfördes på 1500–1700-talet och är tillägnad staden Hvars skyddshelgon Stefan I. Katedralen är säte för biskopen av Hvar-Brač-Vis-stift.

## Arkitektur och historik
Sankt Stefans katedral är belägen vid Sankt Stefan-torgets östra sida och uppfördes på grunderna av vad som på 500-talet var en tidig kristen kyrka och senare Sankta Maria av Lesnas benediktinkloster.
Katedralen är en rektangulär basilika med tre skepp och en absid. Den har en klöverbladsformad fronton som symboliserar treenigheten. Klocktornet vid katedralens norra sida uppfördes av lokala mästare åren 1549–1550. Då den sedan tillkomsten renoverats och förändrats flera gånger bär den idag stildrag från och är en syntes av olika arkitekturstilar, däribland gotiken, renässansen, manierismen och barocken.
I katedralen finns flera konstverk, bland annat en tavla med Jungfrun och helgon målad av Palma il Giovane (1544–1628), en pietà av Juan Boschetus och en andra målning av Jungfrun med helgon av Domenico Umberti.

## Biskopsmuseet
I det till vänster om katedralens huvudentré och klocktorn intilliggande Biskopspalatset finns Biskopsmuseet (Biskupski muzej) och Sankt Stefans-katedralens skattkammare. I samlingarna finns  kyrkliga attribut från gotiken, rennässansen och barocken. I museet presenteras bland annat en rik samling kyrkliga dräkter och klädesplagg liksom relikskrin, kärl, bägare och skålar. Till de föremål som anses speciellt värdefulla i samlingarna räknas bland annat biskop Tomasinis mässhake och bägare från 1400-talet och en byst från 1600-talet föreställande stadens skyddshelgon Stefan I.